# Stacy's Mom
«Stacy's Mom» ("La mamá de Stacy") es una canción de música pop grabada por la banda estadounidense Fountains of Wayne para su tercer álbum de estudio, Welcome Interstate Managers. La canción fue lanzada por radio el 20 de mayo de 2003, y fue puesta a la venta como el sencillo principal del álbum el 29 de septiembre de 2003 a través de S-Curve Records y Virgin Records. "Stacy's Mom" fue escrita por el bajista Adam Schlesinger y el vocalista Chris Collingwood, quienes produjeron la canción junto a Mike Denneen. El tema fue inspirado en un amigo de Schlesinger cuando era joven, a quien le gustaba la abuela de éste. Una canción de power pop, el grupo trató de emular el sonido de The Cars con la pista.
"Stacy's Mom" alcanzó el número 21 en el Billboard Hot 100, transformándose el tema más exitoso de la banda en los Estados Unidos. Además, la canción entró al top 10 en Irlanda, y el top 20 en el Reino Unido, Canadá y Australia. El sencillo fue certificado de oro por la Recording Industry Association of America por ventas por encima de las 500,000 copias. Fue nominado para un Premio Grammy por Mejor Performance Vocal Pop. La canción fue acompañada con un vídeo musical en el que la modelo Rachel Hunter interpreta el rol titular. "Stacy's Mom" fue el único hit popular de Fountains of Wayne.
La canción ha sido frecuentemente mal atribuida a la banda de pop punk Bowling for Soup, quienes en 2011 lanzaron su propia versión de la canción.

## Composición
"Stacy's Mom" fue escrita por Chris Collingwood y Adam Schlesinger. Estilísticamente se trata de un tema power pop. Parte de la inspiración de la canción fue un amigo de la infancia de Schlesinger que encontraba atractiva a la abuela de Schlesinger. "Uno de mis mejores amigos, cuando teníamos quizás 11 o 12 años, vino a decirme que pensaba que mi abuela era muy atractiva. Y yo dije: 'Oye, no te pases de la raya', pero en aquella edad no me extraña tanto", recordó. Esperaba conseguir un equilibrio "entre humor y personalidad" con la canción. Al escribir la canción, buscó tomar influencia del new wave y la música power pop: "Me inspiré un poco en 'Mrs. Robinson' y sónicamente me inspiré en The Cars, algo parecido a Rick Springfield". Reconoce que, estilísticamente, la canción 'está en deuda' con "Just What I Needed" de The Cars, ya que el riff de guitarra del inicio es similar. El líder de The Cars Ric Ocasek creyó que el inicio del tema era una muestra de "Just What I Needed", pero la banda dice que lo grabaron en el estudio y "les salió".

## Rendimiento en loscharts
"Stacy's Mom" debutó en el Billboard Hot 100 la semana del 11 de octubre de 2003 en el número 59, siendo la primera canción de la banda en aparecer en ese chart. Entró en el top 40 la semana siguiente, al moverse veintiún lugares y terminar en la posición 38. Luego avanzó nueve lugares hasta el número 31 en la semana del 25 de octubre de 2003. Alcanzó el puesto 21 la semana del 21 de noviembre de 2003 y se quedó allí por dos semanas. En total, se mantuvo en el chart por diecisiete semanas.
Fue una de las primeras canciones en lograr el primer lugar en la lista de "Canciones más descargadas" de la iTunes Store. Ocupó la posición número 11 en el Reino Unido Singles Chart. Fue nominada para un Premio Grammy a Mejor Performance Vocal Pop en los premios de 2004. Las ventas del sencillo fueron estimadas en 888,000 unidades, de acuerdo a Nielsen SoundScan, a 2011.

## Recepción
Richard Harrington, del Washington Post, llamó a la canción "agradablemente traviesa". Ben Greenman, escribiendo para The New Yorker, la consideró la "segunda más atrayente canción nunca escrita sobre el padre de una novia", después de "Mrs. Robinson". La canción está ubicada en el número 350 en la lista de las "500 más grandes canciones desde que naciste", de Blender, y en la posición 88 de la lista de las "100 canciones más grandes de los '00s", de VH1.

## Vídeo musical

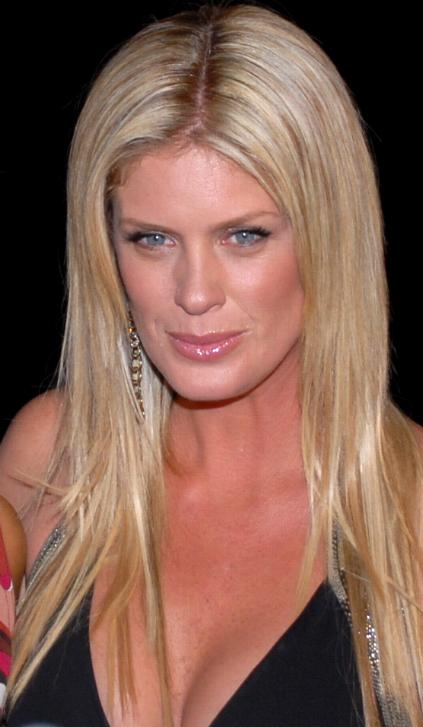
La modelo neozelandesa Rachel Hunter interpretó el rol titular en el video musical de la canción.

El video musical, dirigido por Chris Applebaum, presenta varias escenas cómicas que ilustran los intentos del chico protagonista de acercarse a la madre de su amiga Stacy. "Hubo varios intentos, y algunos directores intentaban ser del tipo artístico y sutil, pero Chris Applebaum fue completamente hacia la yugular" dijo Schlesinger. La modelo Rachel Hunter interpretó el rol titular, el cual aceptó por ser una seguidora de la banda y por gustarle la canción. El grupo anteriormente había esperado conseguir a Paulina Porizkova para el papel. El videoclip fue filmado en Los Ángeles a fines de mayo de 2003. "Eran las 7 a.m., y ahí estaba Rachel Hunter haciendo un striptease en la mesada de la cocina", recordó Schlesinger. El vídeo fue primeramente enviado a televisión en julio de 2003.
El vídeo empieza con el chico (Shane Haboucha), Stacy (Gianna Dispenza) y algunos otros niños que están en un cruce escolar. La madre de Stacy (Rachel Hunter) entonces aparece arriba de un auto rojo convertible delante de ellos para llevarse a Stacy. El chico y sus amigos quedan admirados de ella. El chico más tarde va a la casa de Stacy y se recuesta en un colchón inflable en la piscina del patio, llevando grande anteojos de sol. A través de una ventana ve la madre de Stacy, quitándose la ropa. Stacy da al chico una botella de refresco y cuando este ve a la madre de Stacy quitándose el sujetador, derrama el refresco encima suyo. La chica ríe, creyendo que solamente es torpe. Después de una escena con la banda durante el coro, Stacy, con sus anteojos en forma de corazón rojos y un traje de baño, toma el sol mientras el chico corta el césped. La madre de Stacy sale llevando solo una toalla y recibe un masaje en su espalda. El masajista da el chico una mirada de complicidad, ya que consigue mirar a la madre de Stacy desnuda y él no. El chico, distraído por el masaje, golpea la casa para aves de Stacy con la cortadora de césped. El vídeo muestra entonces a él y a Stacy mirando a Founts of Wayne en la televisión, mientras el chico imagina a la madre de Stacy, mientras frega los pisos, como bailarina alrededor de una barra sobre la mesa. Cerca del fin del vídeo el chico empieza a masturbarse por la ventana de baño mientras la mamá de Stacy sale de la piscina en su bikini rojo. Momentos más tarde, Stacy abre la puerta del baño para ofrecer un jugo al chico, ignorando un cartel que dice "Ocupado", y lo encuentra en el acto. Esta escena es similar a una en la película Fast Times at Ridgemont High, donde Linda Barrett (Phoebe Cates) deja la piscina en un bikini rojo mientras Brad Hamilton (Judge Reinhold) se masturba mientras piensa en ella. Linda entra al baño (buscando un hisopo) y encuentra a Brad masturbándose.  Deprisa cierra la puerta con asco.  En contraste, Stacy deprisa cierra la puerta y empieza sonreír, implicando que cree que el chico está masturbándose por ella, y se nota por el hecho de que ella muestra una atracción obvia al chico durante el vídeo.